# Phi hư cấu
Phi hư cấu, phi viễn tưởng hay phi giả tưởng (tiếng Anh: Non-fiction hoặc Nonfiction) là những nội dung (content) có thật, thể hiện các sự kiện, sự vật,... trong thực tế. Người tạo ra nội dung phi hư cấu cần đảm bảo được độ chính xác của các sự kiện, con người, hay thông tin mình trình bày. Nội dung Phi hư cấu được dùng để phân biệt với nội dung Hư cấu (giả tưởng) (Fiction). Nội dung hư cấu là những nội dung được sáng tạo hoàn toàn tự do, dựa trên tưởng tượng, chứa đựng những yếu tố không có trong thực tế,... 
Thuật ngữ này thường được dùng trong văn học, đặc biệt là trong văn xuôi. Phi hư cấu là một trong hai thể loại văn học chính bên cạnh hư cấu (giả tưởng). Các tác phẩm phi hư cấu viết về người thật, việc thật, thông tin thật. Còn các tác phẩm giả tưởng sẽ xử lý thông tin, sự kiện, và các nhân vật hoặc đã qua nhào nặn, thêm thắt từ thực tế (tưởng tượng một phần), hoặc hoàn toàn không có thật (tưởng tượng toàn phần).
Các khẳng định và mô tả trong nội dung của Phi hư cấu có thể chính xác, có thể không chính xác, cũng có thể đưa ra một nhận định đúng hoặc sai gây tranh cãi và để lại một dấu chấm hỏi trong chủ đề. Tuy nhiên, tác giả của các nhận định đó phải thực sự tin và trung thực với suy nghĩ của mình tại thời điểm đưa ra quan điểm; hoặc ít nhất, họ phải làm ra vẻ đó cho một thuyết phục khán giả như trong lịch sử hoặc theo kinh nghiệm thực tế. Báo cáo niềm tin của người khác trong một loại định dạng không nhất thiết phải là một sự chứng thực của cuối cùng tính xác thực của những niềm tin nó đơn giản chỉ cần nói, nó là sự thật mà mọi người tin tưởng họ (cho các chủ đề như thần thoại). Không hư cấu cũng có thể được viết về viễn tưởng, thường được biết đến như phê bình văn học, cung cấp thông tin và phân tích về những tác phẩm khác. Hư cấu, không cần thiết phải viết văn bản, vì hình ảnh và phim ảnh cũng có thể có ý để cho một tài khoản thực tế của một chủ đề.

## Phân biệt
Các chất liệu nghệ thuật, văn học,... được dùng trong quá trình sáng tạo nội dung hư cấu nói chung thường không phù hợp để tạo ra nội dung Phi hư cấu. Trên thực tế, những chất liệu này vẫn tồn tại trong các nội dung Phi hư cấu, nhưng được điều chỉnh yếu và ít hơn nội dung hư cấu nhiều, nhằm làm nổi rõ các thông tin thực trong tác phẩm. 
Trực diện, rõ ràng và thẳng thắn là một số đặc điểm quan trọng của thể loại Phi hư cấu. Nếu như trong Hư cấu, người viết tin rằng độc giả sẽ tìm tòi để tự hiểu những lời dẫn gián tiếp, lời giải thích trừu tượng về chủ đề, thì những người sáng tạo nội dung Phi hư cấu lại thấy việc trực tiếp cung cấp thông tin hữu ích và có khả năng mở rộng hơn. Việc hiểu được đối tượng độc giả tiềm năng dùng tác phẩm của mình như thế nào và nền tảng kiến thức của họ là 2 điều căn bản để viết được một tác phẩm Phi hư cấu hiệu quả.
Mặc dù Phi hư cấu dựa trên sự thật, nhưng mỗi sự thật thường có nhiều quan điểm, góc nhìn. Một tác phẩm Phi hư cấu cần đủ sức thuyết phục người đọc để họ đồng ý với các ý tưởng. Chính vì vậy, các luận điểm của tác phẩm Phi hư cấu cần công bằng, nhất quán và truyền tải được đến đọc giả rằng: những ý kiến trái chiều và tranh luận là vô cùng quan trọng.
Ranh giới giữa Hư cấu và Phi hư cấu đang dần được xóa nhòa và gây nhiều tranh cãi khi, đặc biệt là trong mảng viết về tiểu sử; như Virgina Woolf từng nói: "nếu chúng ta coi sự thật là một thứ vững  như đá hóa cương và coi cá tính con người là một thứ mơ hồ như cầu vồng, và mục đích của văn tiểu sử là để nối hai thứ đó vào làm một tổng thể liền mạch, thì chúng ta phải thừa nhận vấn đề là một thứ cứng đầu và rằng chúng ta không cần phải tự hỏi nếu người viết tiểu sử phần thất bại trong việc giải quyết nó."
Bán hư cấu (Tiếng Anh: Semi-fiction) là nội dung Hư cấu được bổ sung thêm yếu tố Phi hư cấu. Ví dụ như một tác phẩm hư cấu phóng tác dựa trên câu chuyện có thật.

## Các thể loại chính
Nội dung Phi hư cấu dạng viết được sử dụng trong nhiều mảng: văn học, triết học, lịch sử, khoa học, kỹ thuật, kinh tế,... Các thể loại Phi hư cấu dạng viết bao gồm: tiểu luận, tiểu sử, hồi ký; bài hướng dẫn;... viết dưới dạng sách, báo chí, blog,...
Ngoài ra, hình nhiếp ảnh, bản vẽ kỹ thuật, đồ thị,... cũng thường được xếp vào Phi hư cấu bên cạnh các nội dung dạng viết như sách hay báo chí.
Các thể loại khác không được xếp hẳn vào hư cấu và phi hư cấu là như là thư, tạp chí, và các thể loại biểu đạt khác của trí tưởng tượng. Chúng có thể thuộc cả hư cấu lẫn phi hư cấu, có thể là một trong hai, hoặc cũng có thể là bán hư cấu (semi-fiction) hoặc có thể là sự giao thoa cân bằng giữa cả hai thể loại.
Một số Hư cấu có thể bao gồm nonfictional yếu tố. Một số tác phẩm Phi hư cấu có thể bao gồm các giả thuyết, suy diễn logic hay tưởng tượng nhằm mục đích hỗ trợ cho những luận điểm và làm trơn tru mạch tự sự, nhưng việc đó dẫn tới làm mất uy tín của chính nó. Các nhà xuất bản và kinh doanh sách đôi khi sử dụng cụm từ "văn chương phi hư cấu" để phân biệt các tác phẩm thiên về văn học hơn với các tác phẩm thiên về trí tuệ hơn, trái ngược với bộ sưu tập lớn hơn của các chủ đề phi hư cấu.

## Thể loại cụ thể
- Nhật ký
- Tự truyện (có thể có yếu tố hư cấu)
- Từ điển
- Bách khoa toàn thư
- Báo chí
- Lịch sử
- Lịch sử tự nhiên
- Niên giám
- Tạp chí
- Thư
- Phê bình văn học
- Sách giáo khoa
- Triết học
- Yếu lược (sổ tay)
- Sách Khoa học phổ thông
- Ý điển
- Sách self-help (có thể có yếu tố hư cấu)